# Onthophagus cryptodicranius
Onthophagus cryptodicranius es una especie de insecto del género Onthophagus de la familia Scarabaeidae del orden Coleoptera.

## Historia
Fue descrita científicamente por primera vez en el año 2001 por Kohlmann & Solis.